# 錫莫湖
66°06′N 027°03′E / 66.100°N 27.050°E

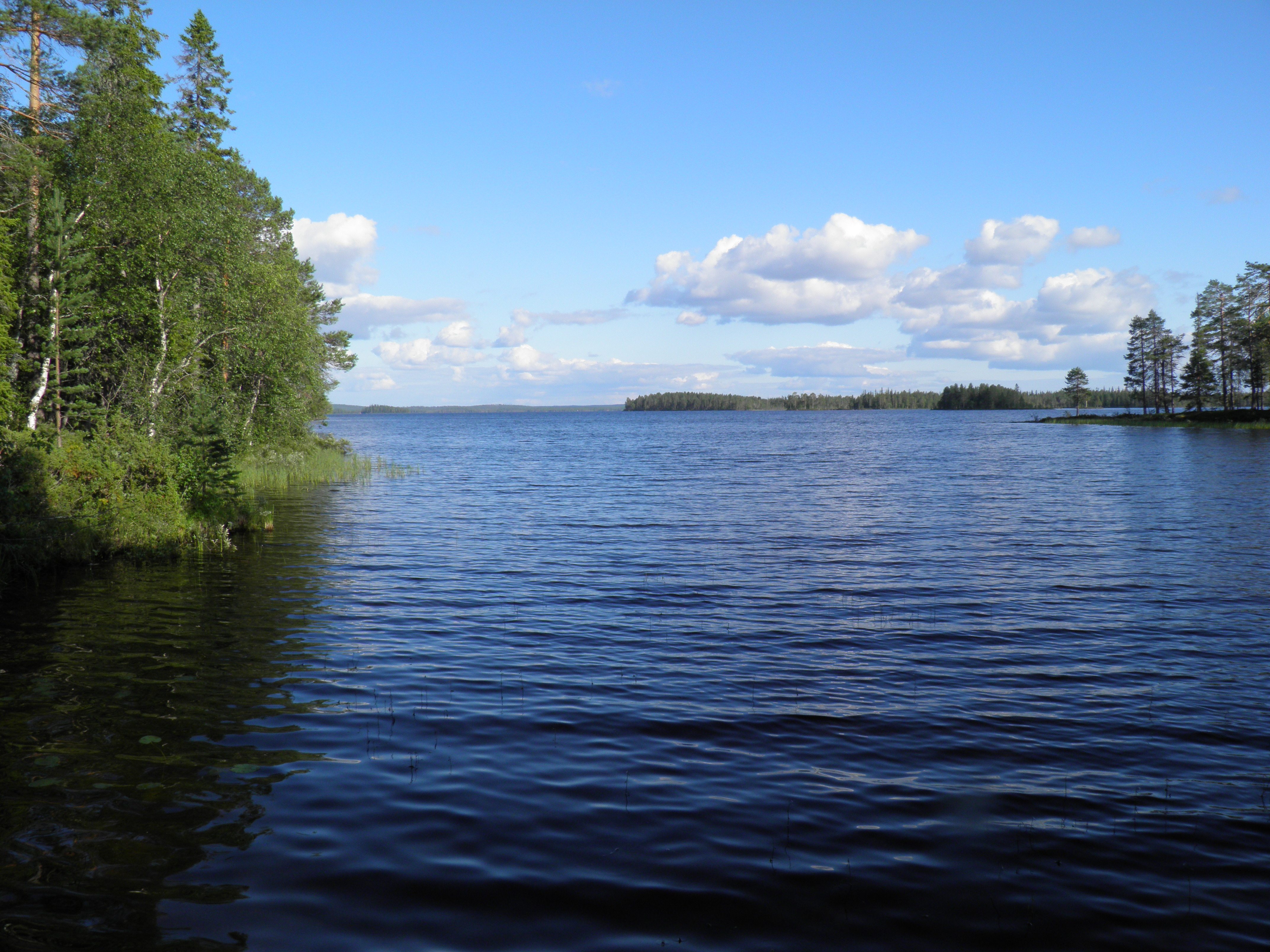
錫莫湖

錫莫湖（芬蘭語：Simojärvi）是芬蘭拉普蘭區拉努阿市镇的湖泊，湖水經錫莫河流走，面積89.93平方公里，集水區面積630平方公里，海拔高度176.3米，平均水深5米，最大水深27米，蓄水量4.5億立方米。

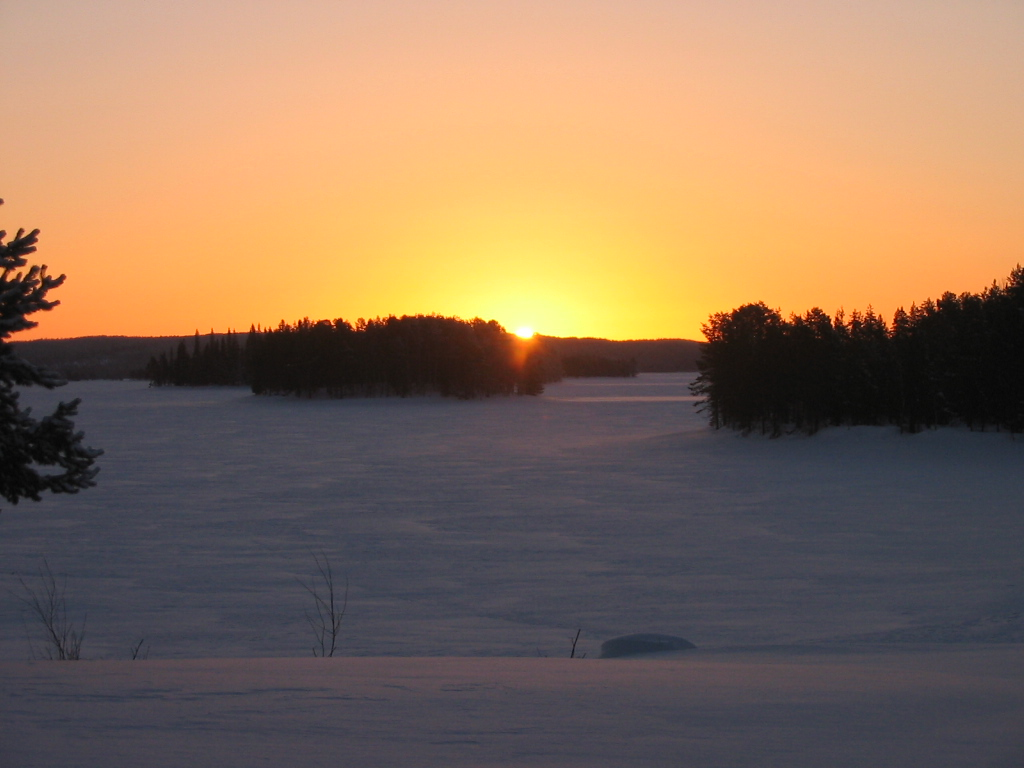
冬季結冰後的日出時份

## 外部連結
- Finnish Environment Institute: Lakes in Finland
- Etelä-Savon ympäristökeskus: Saimaa, nimet ja rajaukset （文）